# Вчителеве нав'язування
Вчи́телеве нав'я́зування (англ. teacher forcing) — це алгоритм для тренування ваг рекурентних нейронних мереж (РНМ). Він передбачає подавання спостережуваних значень послідовності (тобто, істинних зразків) назад до РНМ після кожного кроку, відтак змушуючи РНМ триматися близько до істинної послідовності.
Термін «вчителеве нав'язування» може бути обґрунтовано порівнянням РНМ з людиною-студентом, яка складає багаточастинний іспит, де відповідь на кожну частину (наприклад, математичний розрахунок) залежить від відповіді на попередню частину. У цій аналогії, замість того, щоб оцінювати кожну відповідь у кінці, з ризиком того, що студент завалить всі окремі частини, навіть якщо помилку він зробив лише в першій, вчитель записує оцінку для кожної окремої частини, а потім говорить студентові правильну відповідь, яка буде використовуватися в наступній частині.
Використання зовнішнього вчителевого сигналу відрізняється від реальночасового рекурентного навчання (РЧРН, англ. RTRL). Вчителеві сигнали відомі з осциляторних мереж. Перспектива полягає в тому, що вчителеве нав'язування допомагає скорочувати час тренування.
Термін «вчителеве нав'язування» запровадили 1989 року Рональд Вільямс та Давід Ціпсер, які повідомили, що цю методику в той час вже «часто використовували у завданнях з динамічного керованого навчання».
Доповідь NeurIPS 2016 року представила пов'язаний метод «професорового нав'язування» (англ. "professor forcing").